# Jambalaya (On the Bayou)
Jambalaya (On the Bayou) è una canzone di Hank Williams, tra le sue più celebri e reinterpretate.

## Il brano
La jambalaya è un piatto tradizionale della Louisiana, una sorta di zuppa piccante con riso, gamberi e fagioli. Il brano infatti si rifà alla tradizione della musica Cajun, la musica dell'omonima popolazione di origine franco canadese che abita le zone paludose (chiamate bayou) della Louisiana. Il brano infatti ricorda una festa sul fiume, con tipici piatti della tradizione (oltre alla jambalaya, il gumbo e il pasticcio di granchio "crawfish pie") dove dozzine di ragazzi fanno la corte alla bella Ivonne.

## Cover
Il brano divenne uno standard del rock and roll; fu infatti reinterpretato da varie stelle di questo genere come Jerry Lee Lewis e Fats Domino Van Morrison e John Fogerty (dei CCR). Il brano venne anche cantato da Jo Stafford. 

## Classifiche
| Classifica (1952)                       | Posizione massima |
| --------------------------------------- | ----------------- |
| U.S. Billboard Hot Country Singles      | 1                 |
| U.S. Billboard Most Played By Jukeboxes | 20                |